# Medinilla curtisii
Medinilla curtisii är en tvåhjärtbladig växtart som beskrevs av Joseph Dalton Hooker. Medinilla curtisii ingår i släktet Medinilla och familjen Melastomataceae. Inga underarter finns listade i Catalogue of Life.

## Bildgalleri

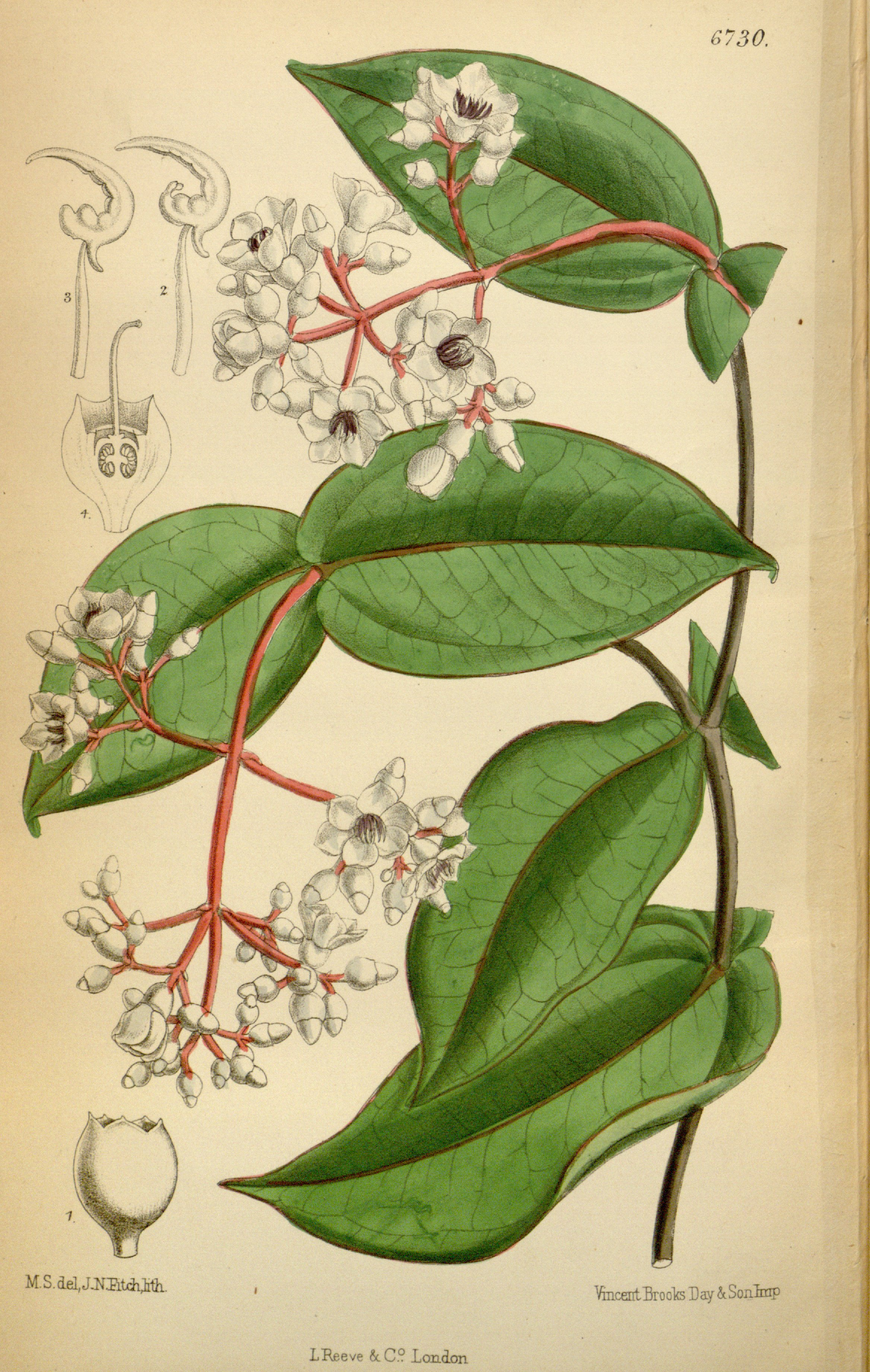